# Teoria dos conjuntos de Von Neumann-Bernays-Gödel
Em fundamentos da matemática, a teoria dos conjuntos de Von Neumann-Bernays-Gödel (NGB)
é uma extensão do sistema ZFC para a teoria axiomática dos conjuntos

## História
A primeira variante de NGB, feita por John von Neumann na década de 1920, assumia funções como noção primitiva, e não os conjuntos. Em uma série de artigos publicados entre 1937-54, Paul Bernays modificou a teoria de Von Neumann de modo a assumir conjuntos e relações de conjuntos como noções primitivas; Bernays descobriu também que a teoria podia ser finitamente axiomatizada. Gödel(1940), a simplificou e a usou, enquanto investigava a independência da Hipótese do continuum.

## Ontologia
Sendo uma teoria de conjuntos, as noções primitivas de NBG são as de classes X e pertinência ∈. O conceito de classe deve ser pensado como uma "coleção de objetos", esses objetos são chamados elementos, se reserva a palavra conjunto  para um tipo especial de classe, mostrado abaixo.
Em NGB, a designação conjunto (cto) se dá às classes que são elementos de alguma outra classe:
{\displaystyle {\text{cto}}X\equiv \exists Y\ :X\in Y}
As classes que não são conjuntos denominam-se  classes próprias, ou seja, as classes próprias não são membros de nenhuma outra classe.
Em outras palavras, {\displaystyle a\in s}  é definida quando a é um conjunto  e s é uma classe, e não é definida quando a é uma classe própria. NBG admite a "classe de todos os conjuntos", sendo essa a classe universal V, contudo, NBG não admite "a classe de todas as classes" ( não pode ser construída pois as classes próprias não são "objetos"  que podem ser colocados dentro de outras classes).

## Notação
Se utiliza letras minúsculas para denotar conjuntos e letras maiúsculas para denotar classes. Assim "{\displaystyle x\in y}" se lê "o conjunto x é elemento de y ," e "{\displaystyle x\in Y}" como "conjunto x é um elemento da classe Y". As definições de igualdades podem assumir as seguintes formas {\displaystyle x=y} ou {\displaystyle X=Y} ou ainda {\displaystyle a=A} para quando {\displaystyle \forall x(x\in a\leftrightarrow x\in A)} este último sendo um abuso de notação.